# Babaj Wielki
Babaj Wielki (aram. ‏ܒܐܒܐܝ ܡܚܡܘܕܐ‎, ur. ok. 551, zm. 628) – jeden z doktorów Kościoła nestoriańskiego (Kościoła Wschodu). Występował jako jego nieoficjalna głowa, odnowił asyryjski ruch monastyczny i usystematyzował jego chrystologię.

## Życie
Urodził się w Bet Ainata w Bet Zabdai. Jego rodzice byli zamożni przez co otrzymał wstępną edukację w zakresie ksiąg perskich. Naukę kontynuował później w szkole chrześcijańskiej w Nisibisie pod kierunkiem Abrahama z Bet Rabban. Około roku 571, kiedy orygenista Henana z Adiabeny został jej nowym przywódcą, Abraham Wielki z Kaszkaru założył nowy klasztor na Górze Izla powyżej Nisibisu; Babaj w tym czasie nauczał w Xenodocheio w Nisibisie, jednak niebawem wstąpił do nowego monastyru. Kiedy Abraham zmarł w 588, Babaj opuścił konwent i założył nowy, a także szkołę w rodzinnym Bet Zabdai. W 604 Babaj został trzecim z kolei opatem klasztoru Abrahama na Górze Izla.
Abraham Wielki rozpoczął ruch reformy monastycznej, który kontynuowali Babaj i inni jego uczniowie. Od Barsaumy i Synodu w Bet Lapat mnisi i zakonnice byli zachęcani do związków małżeńskich. Kiedy Babaj wrócił na Górę Izla w 604, wydalił mnichów żyjących z kobietami i wymusił ścisłą dyscyplinę, akcentując życie w modlitwie oraz samotność. Wynikiem tego był masowy exodus, nie tylko żonatych mnichów, jednakże Kościół Wschodu pozostał przy Babaju.
W 604 roku zmarł katolikos-patriarcha Sabriszu I. Synod odrzucił kandydaturę popieranego przez króla Chosroesa II, biskupa Grzegorza z Nisibisu i zamiast tego wybrał profesora Grzegorza z Seleucji. Król był niezadowolony z wyboru lecz niechętnie poparł nowo wybranego, obłożywszy grzywną i zapowiadając: "Patriarchą jest i patriarchą pozostanie – ale nigdy więcej nie pozwolę na kolejną elekcję."
Kiedy Grzegorz zmarł w 608 roku biskupi wystąpili z prośbą o możliwość wyboru nowego przywódcy – monarcha pomny obietnicy odmówił. Królewski medyk Gabriel z Sziggar (będący zagorzałym monofizytą) zasugerował wybranie Henany z Adiabeny lub jednego z jego uczniów. Cały Kościół był tym zbulwersowany, ale do swojej śmierci w 628 roku król nie pozwolił na samodzielny wybór patriarchy.
Aby obejść królewski zakaz, Babaj Wielki został mianowany "wizytatorem klasztorów" północy, i kierował Kościołem we współpracy z archidiakonem Abą. To nowe stanowisko pozwoliło mu zbadać ortodoksyjność klasztorów i wzmocnić dyscyplinę na północy Mezopotamii, nawet wbrew okazjonalnemu oporowi.
Babaj Wielki oraz Aba administrowali Kościołem Nestoriańskim przez 17 lat aż do zamordowania Chosroesa II w 628 roku. Po tym wydarzeniu Babaj został wybrany nowym patriarchą, ale odmówił przyjęcia tej funkcji. Wkrótce potem zmarł w celi klasztornej w wieku 75 lub 77 lat.